# S. N. Balagangadhara
S.N. Balagangadhara (Kannada ಎಸ್ ಏನ್ ಬಾಲಗಂಗಾಧರ; * 3. Januar 1952 in Bangalore, Indien) ist emeritierter Professor für Indologie an der Universität Gent, Direktor der India Platform und des Forschungszentrum „Vergelijkende Cultuurwetenschap“.
Er studierte in Bangalore und an der Universität Gent. Balagangadhara veröffentlichte eine Reihe von Büchern über Indologie. Er war von 2004 bis 2007 Co-Vorsitzender der American Academy of Religion (AAR). Am 1. Oktober 2013 verlieh ihm die Universität Pardubice (Tschechische Republik) die Ehrendoktorwürde doctor honoris causa und eine Goldmedaille für seine Forschungsarbeiten.
Als eines seiner meistdiskutierten Werke gilt das 1994 erschienene „The Heathen in his Blindness...": Asia, the West and the Dynamic of Religion“ (deutsch ungefähr: „Der Heide in seiner Verblendung ...“: Asien, der Westen und die Dynamik der Religion). Im Jahr 2010 erschien auch eine Übersetzung des ursprünglich auf Englisch verfassten Buches in Kannada.

## Forschung
Seit den 1980er Jahren entwickelte S. N. Balagangadhara das Forschungsprogramm Vergelijkende Cultuurwetenschap (Vergleichende Kulturwissenschaften), um kulturelle Unterschiede zu untersuchen. Einerseits untersucht er die westliche Kultur und deren intellektuelles Denken sowie die daraus hervorgehenden Darstellungen anderer Kulturen. Einen besonderen Schwerpunkt legt Balagangadhara dabei auf die westlichen Darstellungen Indiens. Andererseits versucht er, das von den indischen Traditionen verkörperte Wissen in die Begriffssprache des 21. Jahrhunderts umzusetzen.
Seit einiger Zeit lassen sich in der Religionswissenschaft vermehrt Stimmen feststellen, die sich gegen die weitere Verwendung von westlichen Konzepten wie ›Religion‹ oder ›Hinduismus‹ in Bezug auf den indischen Kontext aussprechen. Balagangadhara stellt hierfür ein gutes Beispiel dar (neben z. B. King Timothy Fitzgerald).
In dem ersten von ihm veröffentlichten Werk, The Heathen in his Blindness... (1994) (Der Heide in seiner Blindheit) beschäftigt sich Balagangadhara mit Religion, Kultur und kulturellen Unterschieden. Sein Werk ist in der Rezeption heftig umstritten. Besonders seine These, dass der Hinduismus keine Religion sei, wird in der Forschungsdebatte diskutiert.
Balagangadhara definiert Religion als „eine erklärbare und verständliche Darstellung des Kosmos und seiner selbst“ (1994, 394: „an explanatorily intelligible account of the Cosmos“). Er sieht den Hinduismus als ein imaginäres Gebilde (1994,116: „an imaginary entity“), das durch europäische Schulen entstanden ist. Das Studium der Religionen im indischen Kontext sei auch heute noch zu sehr von christlichen Vorannahmen geprägt.
Zudem könnten indische Traditionen und damit auch der Hinduismus nach Meinung von Balagangadhara keine Religion sein, denn sie hätten nicht dieselben Elemente wie die semitischen Religionen. Die indischen Traditionen dürften nicht als Religionen gesehen werden, sondern müssten als Weltanschauungen bezeichnet werden (1994, 398: „Indian traditions could not possibly be religions“). Balagangadhara spricht sich demnach gegen eine Übertragung des Religionsbegriffs auf südasiatische Traditionen aus.
Für Balagangadhara haben alle semitischen Religionen (Christentum, Judentum, Islam) Eigenschaften, die sie zu einer Religion machen: Glaubensvorstellungen („creeds“), Glaube an Gott („beliefs in God“), heilige Schriften („scriptures“) und Sakralbauten („churches“). Alle drei seien prototypische Instanzen der Religion, denn jede der einzelnen Traditionen habe sich selbst als eine Tradition beschrieben. Im weiteren Verlauf reduziert er seine Sicht jedoch nur auf das Christentum als prototypische Religion (um Probleme in Bezug auf Judentum und Islam zu vermeiden); seine Definition versteht das Christentum als eins.
Der Hinduismus könne allerdings nicht als Religion bezeichnet werden, denn dieser weise nicht die Eigenschaften auf, die nach Balagangadhara für eine Religion charakteristisch seien. In anderen Traditionen (den semitischen Religionen) ließen sich diese Eigenschaften jedoch finden. Seine Argumentation erläutert er zudem auch anhand dreier Prämissen:
- Das Christentum ist prototypisch in Bezug auf Religion.
- Der Hinduismus hat nicht die relevanten Eigenschaften des Christentums.
- Also: Hinduismus ist keine Religion.

Einen weiteren markanten Unterschied sieht Balagangadhara in der Konfiguration des Lernens (1994, 314: configuration of learning). Im asiatischen Raum – und damit auch in Indien – fänden sich rituelle und performative Traditionen, nicht aber religiöse. Die Konfiguration des Lernens sei im asiatischen Raum also eher praktisch, z. B. an der Ausübung bestimmter spiritueller Handlungen orientiert, wohingegen in Europa die Traditionsausübung theoretisch und damit weniger performativ zu fassen sei.
Die Theorie der Säkularisierung ist für Balagangadhara christlich, da sie ihren Ursprung in der christlichen Geschichte habe und von einer christlichen Weltanschauung geprägt sei. Die Unterscheidung zwischen dem „Säkularen“ und dem „Religiösen“ sei historisch gesehen ein theologisches Konstrukt des Christentums, das in Europa im Zuge der Aufklärung entstanden sei.

## Kritik
Einige Aussagen Balagangadharas wurden in religionswissenschaftlichen Kreisen kontrovers diskutiert. So wird allgemein festgestellt, dass Balagangadhara in Bezug auf die genaue Definition des Hinduismus, aber auch in Bezug auf die Erklärung, was er unter dem indischen Kontext versteht, ungenau bleibt. Die Beschreibungen sind eher allgemein als spezifisch zu erfassen. Diese Ungenauigkeit ist jedoch ein markantes Merkmal Balagangadhara, das ihn für viele Kritiker schwer angreifbar macht.
Kritisiert wird auch sein zu eng gefasster Religionsbegriff, der zu sehr vom Christentum beeinflusst ist. Auch könne man meinen, dass Balagangadhara in seiner Gedankenauslegung zu sehr in europäischen Denkmustern verhaftet ist, von denen er sich in seiner Argumentation eigentlich entfernen möchte.
Philip Almond sieht in Balagangadharas Religionskonzept die Schwierigkeit, dass die im Wesentlichen prototypisch christlich (und damit auch prototypisch religiös) definierte Religion eine Manifestation des Christentums darstellt und somit der Eindruck eines aufklärenden deistischen Christentums entstehen könnte.

## Werke
- Balagangadhara, S.N. (1994). "The Heathen in his Blindness..." Asia, the West, and the Dynamic of Religion. Leiden, New York: E. J. Brill. p. 563, ISBN 90-04-09943-3. | (Second, revised edition, New Delhi, Manohar, 2005, ISBN 81-7304-608-5)
- Balagangadhara, S.N. (2012). Reconceptualizing India Studies. New Delhi: Oxford University Press, ISBN 978-0-19-808296-5. | [1]
- Balagangadhara, S.N.; Jhingran, Divya (2014). Do All Road Lead to Jerusalem?: The Making of Indian Religions. New Delhi: Manohar, ISBN 978-93-5098-061-3. | [2]
- Balagangadhara, S. N.: 2010. Orientalism, Postcolonialism and the "Construction" of Religion. In: Bloch, Esther; Keppens, Marianne et al. (Hrsg.): Rethinking Religion in India. The Colonial Construction of Hinduism. London: Routledge. 135-163, ISBN 0-203-86289-9.